# Dannewerk
Dannewerk é um município da Alemanha, localizado no distrito de Schleswig-Flensburg, estado de Schleswig-Holstein. Possui 1.140 habitantes.

Brasão de armas.